# Huevo de hielo Nobel
El huevo de hielo Nobel, a veces denominado huevo de copo de nieve, es un huevo de Fabergé fabricado con supervisión del joyero ruso Peter Carl Fabergé para el barón del petróleo sueco-ruso Emanuel Nobel entre 1913 y 1914. A diferencia de muchos de los huevos elaborados en el taller de Fabergé, este huevo no se considera un huevo "imperial" ya que no fue regalado por un zar ruso a ninguna zarina.

## Diseño
El fondo de color perla de la concha está cubierto con esmalte blanco en capas alternas transparentes y opacas, cada una pintada y grabada por separado para parecerse a la escarcha, el resultado es la opalescencia helada de una mañana de invierno. El huevo, sin soporte, yace de lado y se abre por la mitad en el perímetro mayor, en los bordes hay una hilera de cuentas. Carece del realismo del Huevo de invierno, con el que, sin embargo, comparte inspiración y técnica en la ejecución de las bisagras en el interior de los bordes dentados. Fue diseñado por Alma Theresia Pihl al igual que el Huevo de invierno.

## Sorpresa

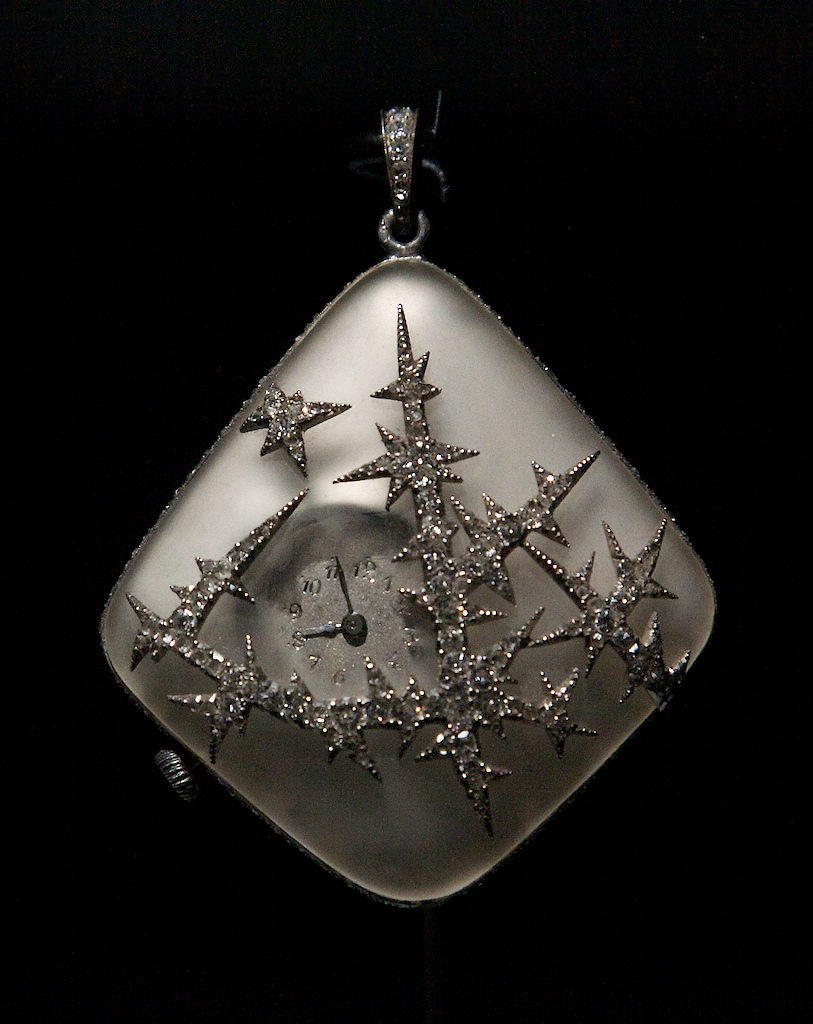
La sorpresa, un colgante con reloj.

En el interior hay un colgante con reloj, la esfera está parcialmente oculta por decoraciones en forma de cristales de hielo colocados en la caja, hecha de cristal de roca opalescente.

## Historia
Franz Birbaum, maestro de obras de Fabergé, recuerda que Emanuel Nobel "era tan generoso en sus regalos que a veces parecía que esa era su principal ocupación y disfrute. Constantemente le hacían pedidos en los talleres y de vez en cuando venía a echarles un vistazo. A menudo, solo decidía para quién debería ser el regalo cuando el trabajo estaba terminado".
Después de la Revolución Rusa, fue vendido al comerciante parisino A.A. Anatra, quien posteriormente lo vendió a Jacques Zolotnitzky, de A La Vieille Russie, en París. Más tarde fue vendido a un coleccionista norteamericano.
En 1994, se vendió en Christie's, en Ginebra, por 220.000 dólares.
Los propietarios actuales del huevo Nobel Ice son Artie y Dorothy McFerrin de Houston. Está en préstamo en el Museo de Ciencias Naturales de Houston.